# 尼尔·埃克斯利
尼尔·埃克斯利（英語：Neil Eckersley，1964年4月5日—），英国男子柔道运动员。他曾代表英国参加1984年和1988年夏季奥林匹克运动会柔道比赛，其中1984年奥运会获得一枚铜牌。